# Thoughts
"Thoughts" é o décimo sétimo single da banda de rock japonesa Luna Sea, lançado em 28 de agosto de 2013. Faz parte do álbum A Will. 
O single alcançou a sétima posição nas paradas da Oricon Singles Chart e a décima quarta posição na Billboard Japan Hot 100.

## Visão geral
A faixa-título foi composta por Inoran. Já o lado B "Lost World" é uma das poucas canções do Luna Sea originalmente compostas pelo vocalista Ryuichi. Sugizo ajudou Ryuichi organizá-la e, assim, acrescentou sua própria "essência" a ela, contou Inoran. "Thoughts" foi apresentada pela primeira vez na rádio K-POWERS NITE MAGIC, onde Ryuichi comparece regularmente.
O single foi lançado em três edições; uma regular em CD single e duas edições limitadas, ambas com o videoclipe de "Thoughts", uma delas sendo em DVD e a outra em Blu-ray. Todos as três têm uma arte de capa ligeiramente diferente, alterando a cor de fundo.
"Thoughts" foi usado como música tema de um comercial do jogo para celular Master of Chaos.

## Faixas
Todas as letras escritas por Ryuichi. 
| N.º            | Título         | Música         | Duração |  |
| 1.             | "Thoughts"     | Inoran         | 4:04    |  |
| 2.             | "Lost World"   | Ryuichi        | 5:45    |  |
| Duração total: | Duração total: | Duração total: | 9:50    |  |

## Ficha técnica

### Luna Sea
- Ryuichi - vocais
- Sugizo - guitarra
- Inoran - guitarra
- J - baixo
- Shinya Yamada - bateria

## Desempenho nas paradas
| Parada (2013)           | Posição de pico |
| ----------------------- | --------------- |
| Oricon Singles Chart    | #2              |
| Billboard Japan Hot 100 | #14             |